# Großer Preis von Abu Dhabi 2018
Der Große Preis von Abu Dhabi 2018 (offiziell Formula 1 2018 Etihad Airways Abu Dhabi Grand Prix) fand am 25. November auf dem Yas Marina Circuit auf der Yas-Insel statt und war das 21. und letzte Rennen der Formel-1-Weltmeisterschaft 2018.

## Berichte

### Hintergrund
Nach dem Großen Preis von Brasilien führte Lewis Hamilton in der Fahrerwertung mit 81 Punkten vor Sebastian Vettel und mit 132 Punkten vor Kimi Räikkönen an. In der Konstrukteurswertung führteMercedes mit 67 Punkten vor Ferrari und mit 228 Punkten vor Red Bull Racing. Hamilton und Mercedes standen bereits nach dem Großen Preis von Mexiko als Fahrer- bzw. Konstrukteursweltmeister fest.
Beim Großen Preis der USA stellte Pirelli den Fahrern die Reifenmischungen P Zero Supersoft (rot), P Zero Ultrasoft (violett), P Zero Hypersoft (pink) sowie für Nässe Cinturato Intermediates (grün) und Cinturato Full-Wets (blau) zur Verfügung.
Es gab erneut zwei DRS-Zonen. Die erste DRS-Zone befand sich auf der langen Geraden zwischen Kurve sieben und Kurve acht, der Messpunkt lag in Kurve sieben. Die zweite DRS-Zone befand sich zwischen Kurve zehn und elf. Der Messpunkt befand sich nach Kurve neun.
Esteban Ocon bestritt seinen 50. Grand Prix.
Brandon Hartley, Stoffel Vandoorne, Marcus Ericsson und Sergei Sirotkin bestritten ihren letzten Grand Prix. Fernando Alonso beendete ursprünglich seine Karriere, kehrte allerdings zur Saison 2021 wieder zurück zur Formel 1.
Mit Hamilton, Vettel (jeweils dreimal), Valtteri Bottas und Räikkönen (jeweils einmal) traten vier ehemalige Sieger zu diesem Grand Prix an.
Als Rennkommissare für dieses Rennwochenende fungierten Garry Connelly (AUS), Dennis Dean (USA), Felipe Giaffone (BRA) und Mahir Al Badri (ARE).

### Training
Im ersten Freien Training fuhr Max Verstappen mit 1:38,491 Minuten die schnellste Runde vor Daniel Ricciardo und Bottas. Der Sauber mit der Startnummer 36 wurde im ersten freien Training für Antonio Giovinazzi eingesetzt. Charles Leclerc übernahm das Fahrzeug anschließend für das restliche Rennwochenende mit seiner Startnummer 16. Der Williams mit der Startnummer 40 wurde im ersten freien Training für Robert Kubica eingesetzt. Sirotkin übernahm das Fahrzeug anschließend für das restliche Rennwochenende mit seiner Startnummer 35.
Am Nachmittag fuhr Bottas mit 1:37,236 Minuten Bestzeit. Zweiter wurde Verstappen, Ricciardo Dritter.
Im letzten freien Training wurde Hamilton mit 1:37,176 Minuten Erster vor Räikkönen und Vettel.

### Qualifikation
Das Qualifying bestand aus drei Teilen mit einer Nettolaufzeit von 45 Minuten. Im ersten Qualifying-Segment (Q1) hatten die Fahrer 18 Minuten Zeit, um sich für das Rennen zu qualifizieren. Alle Fahrer, die im ersten Abschnitt eine Zeit erzielten, die maximal 107 Prozent der schnellsten Rundenzeit betrug, qualifizierten sich für den Grand Prix. Die besten 15 Fahrer erreichten den nächsten Teil. Vettel war Schnellster. Beide Williams-, beide Toro Rosso-Piloten sowie Vandoorne schieden aus.
Der zweite Abschnitt (Q2) dauerte 15 Minuten. Die schnellsten zehn Piloten qualifizierten sich für den dritten Teil des Qualifyings. Hamilton war Schnellster. Alonso, Sergio Pérez, Kevin Magnussen, Ericsson und Carlos Sainz jr. schieden aus.
Der finale Abschnitt (Q3) ging über eine Zeit von zwölf Minuten, in denen die ersten zehn Startpositionen vergeben wurden. Hamilton fuhr mit einer Rundenzeit von 1:34,794 Minuten die Bestzeit vor Bottas und Vettel. Es war die 83. Pole-Position für Hamilton in der Formel-1-Weltmeisterschaft.

### Rennen
Hamilton gewann den Start. Verstappen dagegen wurde nach dem Start von der fünften auf die zehnte Position zurückgeworfen. Zeitweise litt er unter einer Überhitzung des Motors. Es gelang ihm dann Ocon zu überholen.
In der ersten Runde kollidierte Nico Hülkenberg mit Romain Grosjean, überschlug sich und blieb kopfüber liegen. Sein Rennen war damit beendet. Hülkenberg blieb unverletzt.
Während eines virtuellen Safety-Cars (VSC) kam Hamilton zu einem frühen Boxenstopp. Am Ende des Rennens waren Hamiltons Reifen acht Runden älter als die von Vettel, weswegen Vettel sich noch einmal an einer Aufholjagd versuchte. Vettels Boxenstopp hatte allerdings zu lange gedauert. Er war hinter Ocon wieder auf die Strecke gekommen und hatte dadurch Zeit verloren. In Runde 35 konnte Vettel Bottas überholen, nachdem dieser zunehmend langsamer wurde. In der 54. Runde fuhr Vettel die schnellste Runde des Rennens, konnte Hamilton aber nicht mehr einholen. Er wurde mit 2,6 Sekunden Rückstand Zweiter.
Hamilton gewann vor Vettel und Verstappen. Ricciardo kam durch einen langen ersten Stint zeitweise in Führung. Am Ende konnte er Bottas hinter sich lassen und wurde Vierter. Sainz jr. wurde hinter Bottas Sechster. Leclerc, der wie Hamilton während der VSC-Phase zum Boxenstopp gekommen war, kam in der Folge bis auf Platz vier vor, vor die Red Bull. Am Ende wurde er Siebter.
Grosjean lieferte sich einen Kampf mir Vandoorne um Platz zwölf. Vandoorne und Ocon konnten Grosjean überholen. Am Ende wurde Vandoorne jedoch 14. Pérez wurde Achter vor Grosjean und Magnussen. Hartley wurde trotz eines Unfalls, bei dem er die Mauer berührte, Zwölfter.
Räikkönen fiel bereits in Runde sieben mit einem Defekt an der Elektrik aus. Ericson, der auf Punktekurs lag, fiel in Runde 25 mit Leistungsverlust aus. Ocons Rennen war nach 44 Runden wegen eines Motorschadens zu Ende, das von Pierre Gasly nach 46 Runden, ebenfalls wegen Motorschadens.
Hamilton beendete die Saison mit 408 Punkten, was ein neuer Rekord für eine Formel-1-Saison war (bis dahin Vettel Saison 2011 mit 392 Punkten).
Alonso erhielt insgesamt drei Zeitstrafen je fünf Sekunden wegen Verlassens der Strecke mit Vorteilnahme. Auf seine Platzierung hatte dies jedoch keinen Einfluss.

## Meldeliste
| Team                             | Nr. | Fahrer             | Chassis                       | Motor                         | Reifen |
| -------------------------------- | --- | ------------------ | ----------------------------- | ----------------------------- | ------ |
| Mercedes AMG Petronas F1 Team    | 44  | Lewis Hamilton     | Mercedes-AMG F1 W09 EQ Power+ | Mercedes-AMG F1 M09 EQ Power+ | P      |
| Mercedes AMG Petronas F1 Team    | 77  | Valtteri Bottas    | Mercedes-AMG F1 W09 EQ Power+ | Mercedes-AMG F1 M09 EQ Power+ | P      |
| Scuderia Ferrari                 | 05  | Sebastian Vettel   | Ferrari SF71H                 | Ferrari 062 EVO               | P      |
| Scuderia Ferrari                 | 07  | Kimi Räikkönen     | Ferrari SF71H                 | Ferrari 062 EVO               | P      |
| Aston Martin Red Bull Racing     | 03  | Daniel Ricciardo   | Red Bull Racing RB14          | Renault R.E.18                | P      |
| Aston Martin Red Bull Racing     | 33  | Max Verstappen     | Red Bull Racing RB14          | Renault R.E.18                | P      |
| Williams Martini Racing          | 18  | Lance Stroll       | Williams FW41                 | Mercedes-AMG F1 M09 EQ Power+ | P      |
| Williams Martini Racing          | 35  | Sergei Sirotkin    | Williams FW41                 | Mercedes-AMG F1 M09 EQ Power+ | P      |
| Williams Martini Racing          | 40  | Robert Kubica      | Williams FW41                 | Mercedes-AMG F1 M09 EQ Power+ | P      |
| Renault Sport F1 Team            | 27  | Nico Hülkenberg    | Renault R.S.18                | Renault R.E.18                | P      |
| Renault Sport F1 Team            | 55  | Carlos Sainz jr.   | Renault R.S.18                | Renault R.E.18                | P      |
| Haas F1 Team                     | 08  | Romain Grosjean    | Haas VF-18                    | Ferrari 062 EVO               | P      |
| Haas F1 Team                     | 20  | Kevin Magnussen    | Haas VF-18                    | Ferrari 062 EVO               | P      |
| Red Bull Toro Rosso Honda        | 10  | Pierre Gasly       | Scuderia Toro Rosso STR13     | Honda RA618H                  | P      |
| Red Bull Toro Rosso Honda        | 28  | Brendon Hartley    | Scuderia Toro Rosso STR13     | Honda RA618H                  | P      |
| McLaren F1 Team                  | 02  | Stoffel Vandoorne  | McLaren MCL33                 | Renault R.E.18                | P      |
| McLaren F1 Team                  | 14  | Fernando Alonso    | McLaren MCL33                 | Renault R.E.18                | P      |
| Alfa Romeo Sauber F1 Team        | 09  | Marcus Ericsson    | Sauber C37                    | Ferrari 062 EVO               | P      |
| Alfa Romeo Sauber F1 Team        | 16  | Charles Leclerc    | Sauber C37                    | Ferrari 062 EVO               | P      |
| Alfa Romeo Sauber F1 Team        | 36  | Antonio Giovinazzi | Sauber C37                    | Ferrari 062 EVO               | P      |
| Racing Point Force India F1 Team | 11  | Sergio Pérez       | Force India VJM11             | Mercedes-AMG F1 M09 EQ Power+ | P      |
| Racing Point Force India F1 Team | 31  | Esteban Ocon       | Force India VJM11             | Mercedes-AMG F1 M09 EQ Power+ | P      |

Anmerkungen
1. 1 2  Der Williams mit der Startnummer 40 wurde im ersten Freien Training für Kubica eingesetzt. Sirotkin übernahm das Fahrzeug anschließend für das restliche Rennwochenende mit seiner Startnummer 35.
2. 1 2  Der Sauber mit der Startnummer 36 wurde im ersten Freien Training für Giovinazzi eingesetzt. Leclerc übernahm das Fahrzeug anschließend für das restliche Rennwochenende mit seiner Startnummer 16.

## Klassifikation

### Qualifying
| Pos.                                                                      | Fahrer            | Konstrukteur              | Q1       | Q2       | Q3       | Start |
| ------------------------------------------------------------------------- | ----------------- | ------------------------- | -------- | -------- | -------- | ----- |
| 01                                                                        | Lewis Hamilton    | Mercedes                  | 1:36,828 | 1:35,693 | 1:34,794 | 01    |
| 02                                                                        | Valtteri Bottas   | Mercedes                  | 1:36,789 | 1:36,392 | 1:34,956 | 02    |
| 03                                                                        | Sebastian Vettel  | Ferrari                   | 1:36,775 | 1:36,345 | 1:35,125 | 03    |
| 04                                                                        | Kimi Räikkönen    | Ferrari                   | 1:37,010 | 1:36,735 | 1:35,365 | 04    |
| 05                                                                        | Daniel Ricciardo  | Red Bull Racing-TAG Heuer | 1:37,117 | 1:36,964 | 1:35,401 | 05    |
| 06                                                                        | Max Verstappen    | Red Bull Racing-TAG Heuer | 1:37,195 | 1:36,144 | 1:35,589 | 06    |
| 07                                                                        | Romain Grosjean   | Haas-Ferrari              | 1:37,575 | 1:36,732 | 1:36,192 | 07    |
| 08                                                                        | Charles Leclerc   | Sauber-Ferrari            | 1:37,124 | 1:36,580 | 1:36,237 | 08    |
| 09                                                                        | Esteban Ocon      | Force India-Mercedes      | 1:36,936 | 1:36,814 | 1:36,540 | 09    |
| 10                                                                        | Nico Hülkenberg   | Renault                   | 1:37,569 | 1:36,630 | 1:36,542 | 10    |
| 11                                                                        | Carlos Sainz jr.  | Renault                   | 1:37,757 | 1:36,982 | –        | 11    |
| 12                                                                        | Marcus Ericsson   | Sauber-Ferrari            | 1:37,619 | 1:37,132 | –        | 12    |
| 13                                                                        | Kevin Magnussen   | Haas-Ferrari              | 1:37,934 | 1:37,309 | –        | 13    |
| 14                                                                        | Sergio Pérez      | Force India-Mercedes      | 1:37,255 | 1:37,541 | –        | 14    |
| 15                                                                        | Fernando Alonso   | McLaren-Renault           | 1:37,890 | 1:37,743 | –        | 15    |
| 16                                                                        | Brendon Hartley   | Scuderia Toro Rosso-Honda | 1:37,994 | –        | –        | 16    |
| 17                                                                        | Pierre Gasly      | Scuderia Toro Rosso-Honda | 1:38,166 | –        | –        | 17    |
| 18                                                                        | Stoffel Vandoorne | McLaren-Renault           | 1:38,577 | –        | –        | 18    |
| 19                                                                        | Sergei Sirotkin   | Williams-Mercedes         | 1:38,635 | –        | –        | 19    |
| 20                                                                        | Lance Stroll      | Williams-Mercedes         | 1:38,682 | –        | –        | 20    |
| 107-Prozent-Zeit: 1:43,549 min (bezogen auf Q1-Bestzeit von 1:36,775 min) |                   |                           |          |          |          |       |

### Rennen
| Pos. | Fahrer            | Konstrukteur              | Runden | Stopps | Zeit        | Start | Schnellste Runde |
| ---- | ----------------- | ------------------------- | ------ | ------ | ----------- | ----- | ---------------- |
| 01   | Lewis Hamilton    | Mercedes                  | 55     | 1      | 1:39:40,382 | 01    | 1:41,357 (53.)   |
| 02   | Sebastian Vettel  | Ferrari                   | 55     | 1      | + 2,581     | 03    | 1:40,867 (54.)   |
| 03   | Max Verstappen    | Red Bull Racing-TAG Heuer | 55     | 1      | + 12,706    | 06    | 1:41,909 (51.)   |
| 04   | Daniel Ricciardo  | Red Bull Racing-TAG Heuer | 55     | 1      | + 15,379    | 05    | 1:41,249 (35.)   |
| 05   | Valtteri Bottas   | Mercedes                  | 55     | 2      | + 47,957    | 02    | 1:40,953 (42.)   |
| 06   | Carlos Sainz jr.  | Renault                   | 55     | 1      | + 1:12,548  | 11    | 1:41,351 (54.)   |
| 07   | Charles Leclerc   | Sauber-Ferrari            | 55     | 1      | + 1:30,789  | 08    | 1:42,876 (54.)   |
| 08   | Sergio Pérez      | Force India-Mercedes      | 55     | 1      | + 1:31,275  | 14    | 1:42,816 (53.)   |
| 09   | Romain Grosjean   | Haas-Ferrari              | 54     | 1      | + 1 Runde   | 07    | 1:43,195 (54.)   |
| 10   | Kevin Magnussen   | Haas-Ferrari              | 54     | 1      | + 1 Runde   | 13    | 1:42,822 (53.)   |
| 11   | Fernando Alonso   | McLaren-Renault           | 54     | 1      | + 1 Runde   | 15    | 1:42,393 (53.)   |
| 12   | Brendon Hartley   | Scuderia Toro Rosso-Honda | 54     | 1      | + 1 Runde   | 16    | 1:44,174 (53.)   |
| 13   | Lance Stroll      | Williams-Mercedes         | 54     | 1      | + 1 Runde   | 20    | 1:44,033 (53.)   |
| 14   | Stoffel Vandoorne | McLaren-Renault           | 54     | 1      | + 1 Runde   | 18    | 1:43,249 (53.)   |
| 15   | Sergei Sirotkin   | Williams-Mercedes         | 54     | 1      | + 1 Runde   | 19    | 1:43,831 (54.)   |
| –    | Pierre Gasly      | Scuderia Toro Rosso-Honda | 46     | 1      | DNF         | 17    | 1:43,988 (42.)   |
| –    | Esteban Ocon      | Force India-Mercedes      | 44     | 1      | DNF         | 09    | 1:43,591 (41.)   |
| –    | Marcus Ericsson   | Sauber-Ferrari            | 24     | 0      | DNF         | 12    | 1:46,077 (22.)   |
| –    | Kimi Räikkönen    | Ferrari                   | 6      | 0      | DNF         | 04    | 1:45,198 (05.)   |
| –    | Nico Hülkenberg   | Renault                   | 0      | 0      | DNF         | 10    | –                |

Anmerkungen
1. ↑  Alonso erhielt wegen Verlassens der Strecke mit Vorteilnahme drei Zeitstrafen zu je fünf Sekunden, die jedoch keinen Einfluss auf seine Platzierung hatten.

## WM-Stände nach dem Rennen
Die ersten zehn des Rennens bekamen 25, 18, 15, 12, 10, 8, 6, 4, 2 bzw. 1 Punkt(e).

### Fahrerwertung
| Pos. | Fahrer           | Konstrukteur              | Punkte |
| ---- | ---------------- | ------------------------- | ------ |
| 01   | Lewis Hamilton   | Mercedes                  | 408    |
| 02   | Sebastian Vettel | Ferrari                   | 320    |
| 03   | Kimi Räikkönen   | Ferrari                   | 251    |
| 04   | Max Verstappen   | Red Bull Racing-TAG Heuer | 249    |
| 05   | Valtteri Bottas  | Mercedes                  | 247    |
| 06   | Daniel Ricciardo | Red Bull Racing-TAG Heuer | 170    |
| 07   | Nico Hülkenberg  | Renault                   | 69     |
| 08   | Sergio Pérez     | Force India-Mercedes      | 62     |
| 09   | Kevin Magnussen  | Haas-Ferrari              | 56     |
| 10   | Carlos Sainz jr. | Renault                   | 53     |

| Pos. | Fahrer            | Konstrukteur              | Punkte |
| ---- | ----------------- | ------------------------- | ------ |
| 11   | Fernando Alonso   | McLaren-Renault           | 50     |
| 12   | Esteban Ocon      | Force India-Mercedes      | 49     |
| 13   | Charles Leclerc   | Sauber-Ferrari            | 39     |
| 14   | Romain Grosjean   | Haas-Ferrari              | 37     |
| 15   | Pierre Gasly      | Scuderia Toro Rosso-Honda | 29     |
| 16   | Stoffel Vandoorne | McLaren-Renault           | 12     |
| 17   | Marcus Ericsson   | Sauber-Ferrari            | 9      |
| 18   | Lance Stroll      | Williams-Mercedes         | 6      |
| 19   | Brendon Hartley   | Scuderia Toro Rosso-Honda | 4      |
| 20   | Sergei Sirotkin   | Williams-Mercedes         | 1      |

### Konstrukteurswertung
| Pos. | Konstrukteur              | Punkte |
| ---- | ------------------------- | ------ |
| 1    | Mercedes                  | 655    |
| 2    | Ferrari                   | 571    |
| 3    | Red Bull Racing-TAG Heuer | 419    |
| 4    | Renault                   | 122    |
| 5    | Haas-Ferrari              | 93     |

| Pos. | Konstrukteur              | Punkte |
| ---- | ------------------------- | ------ |
| 06   | McLaren-Renault           | 62     |
| 07   | Force India-Mercedes      | 52     |
| 08   | Sauber-Ferrari            | 48     |
| 09   | Scuderia Toro Rosso-Honda | 33     |
| 10   | Williams-Mercedes         | 7      |